# Yegua (canción)
«Yegua» es el segundo sencillo del grupo musical argentino Babasónicos. Fue incluida en su octavo álbum de estudio publicado en 2005, Anoche. En 2017 relanzaron nuevamente el tema y en vivo.
La canción termina abruptamente, siendo sucedida por «Un flash» en la pista siguiente.

## Significado
El origen y significado de la canción se remonta a un día en que Adrián Dárgelos junto a Diego Castellano y Diego Rodríguez se encontraban trabajando en su estudio, colocando caños y realizando otras tareas de construcción.

## Lista de canciones
1. «Yegua» – 2:32[5]